# Arianne Zucker
Arianne Bethene Zucker (Los Angeles, 3 giugno 1974) è un'attrice e modella statunitense.
È famosa soprattutto per il ruolo di Nicole Walker interpretato nella soap opera Il tempo della nostra vita.

## Biografia
Arianne Zucker è nata il 3 giugno 1974 a Northridge, quartiere di Los Angeles, ma è cresciuta nel distretto di Chatsworth. Suo padre Barry era un idraulico di religione cristiana, ma è stata sua madre Barbara, ebrea, di professione tecnica di laboratorio, ad averle trasmesso la fede religiosa. Ha un fratello maggiore, Todd.

## Carriera

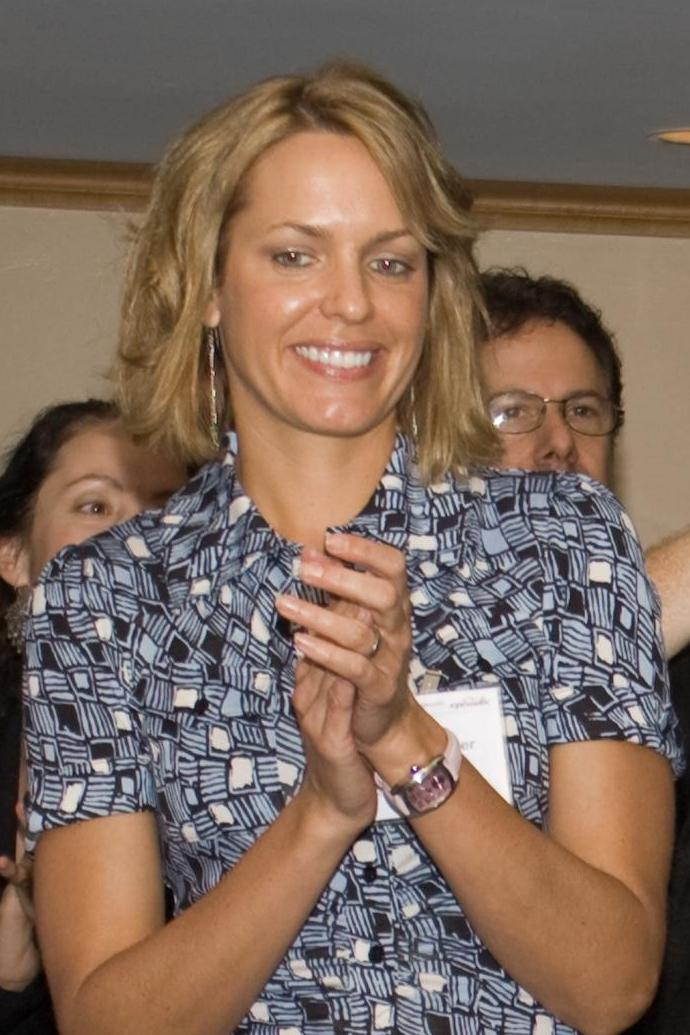
Arianne Zucker nel 2008

Ha iniziato a fare la modella all'età di sedici anni, quando è stata scoperta da un talent scout dell'agenzia di moda it Model Management. Ha iniziato a sfilare a Los Angeles, per poi esibirsi successivamente in Francia, Giappone e Australia. Ha frequentato la Chatsworth High School, diplomandosi nel 1992.
In seguito è apparsa in diversi spot televisivi, tra cui alcuni per Mazda e McDonald's. Dopo essersi trasferita a Los Angeles, ha iniziato a studiare al Los Angeles Pierce College. Durante questi anni di studio è stata coinvolta in diverse esibizioni, tra cui Crimini del cuore di Beth Henley e The Last of the Red Hot Lovers di Neil Simon. Ha iniziato a recitare nel 1998, nella soap opera Il tempo della nostra vita. Nel 2006 è apparsa in un episodio di CSI: Miami. Nel 2009 ha interpretato il personaggio di Jessica nel film The Last Resort. Nel 2013, è apparsa in un episodio di DeVanity e ha impersonato Kate nel film Revenge - Vendetta privata. Nel 2016 ha interpretato la protagonista Suzanne Austin nel film Un'attrazione pericolosa. Nel 2017 ha recitato in Shattered e Un divorzio pericoloso. Nel 2020 ha interpretato Sheryl in Nanny Danger e Betty in We Still Say Grace. Per il ruolo di Nicole Walker di Il tempo della nostra vita, è stata candidata a cinque Daytime Emmy Awards. Nel 2024, dopo 26 anni, esce di scena come Nicole Walker dalla soap opera Il tempo della nostra vita, in quanto licenziata: in una causa per licenziamento illecito del febbraio 2024 accusa la produzione di ritorsioni nei suoi confronti per una denuncia di molestie sessuali e comportamenti tossici nell'ambiente di lavoro presentata contro il co-produttore esecutivo e regista Albert Alarr, già licenziato nell'agosto 2023 a seguito di un'indagine interna: sceglie comunque di non rinnovare il contratto con la produzione della soap opera.

## Vita privata
Nel 2002, ha sposato l'attore Kyle Lowder. I due si sono separati nell'agosto 2007, dopo cinque anni di matrimonio, per poi riconciliarsi nel marzo 2008 e divorziare, infine nel marzo 2014. La coppia ha avuto un figlio.

## Filmografia

### Cinema
- The Last Resort, regia di Brandon Nutt (2009)
- Revenge - Vendetta privata (The Contractor), regia di Sean Olson (2013)
- Un'attrazione pericoloso (Killer Assistant), regia di Danny J. Boyle (2016)
- Shattered, regia di Natasha Kermani (2017)
- Un divorzio pericoloso (Eyewitness), regia di Danny J. Boyle (2017)
- His Perfect Obsession, regia di Alexandre Carrière (2018)
- Nanny Danger, regia di Gigi Gaston (2020)
- We Still Say Grace, regia di Brad Helmik e John Rauschelbach (2020)
- Days of Our Lives: A Very Salem Christmas, regia di Noel Maxam (2021)
- Monsters of California, regia di Tom DeLonge (2023)

### Televisione
- Il tempo della nostra vita (Days of Our Lives) - serie TV, 2822 episodi (1998-2024)
- CSI: Miami - serie TV, episodio 4x21 (2006)
- Supernatural - serie TV, episodio 6x15 (2012)
- DeVanity - serie TV, episodio 3x06 (2013)
- Ladies of the Lake - serie TV, 2 episodi (2016)
- Web Cam Girls, regia di Doug Campbell - film TV (2017)
- Un divorzio pericoloso (Ex-Wife Killer), regia di Danny J. Boyle - film TV (2017)
- Mammina sei mia (Mommy Be Mine), regia di Sean Olson - film TV (2018)
- Ladies of the Lake: Return to Avalon - serie TV, 3 episodi (2018)
- Mai giocato con la baby sitter (Babysitter's Nightmare), regia di Jake Helgren - film TV (2018)
- A Mermaid for Christmas, regia di Michael Caruso - film TV (2019)

## Doppiatrici italiane
Nelle versioni in italiano delle opere in cui ha recitato, Arianne Zucker è stata doppiata da:
- Giò Giò Rapattoni in Un divorzio pericoloso

## Riconoscimenti

### Daytime Emmy Awards
- 2010 - Candidatura alla miglior attrice non protagonista in una serie drammatica in Il tempo della nostra vita
- 2013 – Candidatura alla miglior attrice non protagonista in una serie drammatica in Il tempo della nostra vita
- 2014 – Candidatura alla miglior attrice in una serie drammatica in Il tempo della nostra vita
- 2020 – Candidatura alla miglior attrice in una serie drammatica in Il tempo della nostra vita
- 2022 – Candidatura alla miglior attrice in una serie drammatica in Il tempo della nostra vita